# Dzsalál Haszan
Dzsalál Haszan Hádzsem (arabul: جلال حسن حاجم; Bagdad, 1991. május 18. –) iraki labdarúgó, az Erbíl kapusa.

## Pályafutása

### A válogatottban
2011. július 16-án mutatkozott be az iraki válogatottban a Jordánia elleni barátságos mérkőzésen. Részt vett a 2015-ös és a 2019-es Ázsia-kupán is.